# Hôn nhân cùng giới ở Campeche
Hôn nhân cùng giới đã trở thành hợp pháp tại bang Campeche của México vào ngày 20 tháng 5 năm 2016. Vào tháng 4 năm 2016, Thống đốc của Campeche, Alejandro Moreno Cárdenas, đã đệ trình một dự luật hôn nhân cùng giới lên Quốc hội, được phê duyệt vào ngày 10 tháng 5 năm 2016.

## Kết hợp dân sự
Vào ngày 11 tháng 4 năm 2013, Đảng Cách mạng Dân chủ đã đưa ra một biện pháp hợp pháp hóa các đoàn thể dân sự (sociedades civiles de convivencia) ở Campeche. Dự luật đã được nhất trí thông qua vào ngày 20 tháng 12 năm 2013 và trong khi nó bao gồm cả các cặp cùng giới và khác giới, nó đặc biệt quy định rằng nó "sẽ không cấu thành mối quan hệ đối tác dân sự của những người sống chung trong hôn nhân và sống thử." Một điểm khác biệt nữa là nó không được nộp cho Cơ quan đăng ký dân sự, mà với Cơ quan đăng ký tài sản và thương mại công cộng.